# Прва влада Илије Гарашанина

## Чланови владе
| Функција                                         | Слика        | Име и презиме        | Детаљи                         |
| ------------------------------------------------ | ------------ | -------------------- | ------------------------------ |
| Књажески представник и попечитељ иностраних дела |              | Илија Гарашанин      |                                |
| Попечитељ внутрених дела                         |              | Александар Ненадовић | заступник, до 25.9/6.10. 1852. |
| Попечитељ внутрених дела                         | Алекса Симић |                      |                                |
| Попечитељ правосудија и просвештенија            |              | Алекса Симић         | до 15/27.9. 1852.              |
| Попечитељ правосудија и просвештенија            |              | Лазар Арсенијевић    | привремено, од 15/27.9. 1852.  |
| Попечитељ финансија                              |              | Паун Јанковић Баћа   |                                |